# Carlos Humberto Rodríguez Quirós
Carlos Humberto Rodríguez Quirós (San José, 21 de abril de 1910 – 23 de julio de 1986) fue un sacerdote católico costarricense.  Comenzó la vida religiosa como monje de la Orden de los Cartujos en Italia, España y Francia, antes de dejar esa orden y regresar a Costa Rica como sacerdote diocesano.  En 1960 se convirtió en el cuarto Arzobispo Metropolitano de San José, puesto que ocupó hasta 1978, cuando fue separado de su cargo por la Santa Sede.

## Primeros años y familia
Carlos Humberto Rodríguez Quirós nació el 21 de abril de 1910, en San José de Costa Rica y fue bautizado el 17 de mayo en la parroquia de San Juan de Tibás por el Pbro. Andrés Umaña.  Su padre, Luis Carlos Rodríguez Benedetti, era originario de San Onofre, en el Caribe colombiano.  Su madre, Luz Quirós Quirós, pertenecía a una familia costarricense acaudalada y políticamente influyente.  Su abuelo materno, Justo Quirós Montero, era un rico exportador de café, dueño de vastas fincas en las inmediaciones de San Juan de Tibás, socio y director del Banco Anglo Costarricense.  Su primo hermano, Daniel Oduber Quirós, sería presidente de la república en el periodo de 1974 - 1978 y una de las principales figuras dentro del Partido Liberación Nacional.
En 1915, con motivo de un viaje que hizo su madre a Panamá, el niño Carlos Humberto recibió, junto con sus hermanas Ofelia, Lilia y Ana Isabel, la primera comunión de manos de su tío materno, el sacerdote José Manuel Quirós Palma, uno de los dos únicos jesuitas costarricenses, quien había sido obligado a exilarse a raíz de la ley de expulsión de los jesuitas promulgada en 1884, durante gobierno del General Próspero Fernández Oreamuno.  El joven Carlos Humberto realizó sus estudios primarios y secundarios en diversas instituciones en Costa Rica, Estados Unidos, Canadá y Francia, obteniendo su bachillerato en el Lycée Masséna de la ciudad de Niza.

## Vida religiosa
Rodríguez inició sus estudios sacerdotales en el Colegio Pio Latino Americano, en Roma, y obtuvo el bachillerato en derecho canónico, la licenciatura en teología y el doctorado en filosofía de la Pontificia Universidad Gregoriana.  Fue ordenado como presbítero el 25 de octubre de 1936.  Ya sacerdote, en 1938 Rodríguez ingresó a la Cartuja de Farneta, un monasterio ubicado cerca de la ciudad Lucca en Italia, perteneciente a la orden contemplativa de los Cartujos.  Tomó el nombre de "Fray Rafael de la Cruz" e hizo el noviciado y la primera profesión simple, pero en 1942, en plena Segunda Guerra Mundial, tuvo que dejar el monasterio.  Para protegerlo de los desafueros del nazismo en Italia fue nombrado secretario de la Embajada de Costa Rica ante la Santa Sede, pero no pudo hacer efectivo tal nombramiento porque no le está permitido a los eclesiásticos ser representantes de gobiernos extranjeros ante la Santa Sede.
Después de conseguir las autorizaciones pertinentes y a pedido del Padre Prior de la Cartuja de Farneta, Rodríguez emprendió el viaje de regreso a Costa Rica, pasando primero por Roma, donde tuvo una audiencia privada con el Papa Pío XII, y luego por Lisboa, donde se encontraba su hermana Ofelia Rodríguez Quirós, encargada del Consulado de Costa Rica en esa ciudad.  En Costa Rica, el padre Rodríguez trabajó principalmente con la obra de los ejercicios espirituales y la Liga Espiritual Obrera.  En 1944 fue nombrado Predicador del Clero y participó en el Sínodo convocado por el Arzobispo Víctor Sanabria Martínez.
Acabada la Segunda Guerra Mundial, Rodríguez volvió a Europa e intentó retomar la vida de monje cartujo.  En 1946 ingresó a la Gran Cartuja de Grenoble, en Francia.  De paso por Roma, el 5 de julio de 1947 fue recibido nuevamente en audiencia por Pío XII.  De Grenoble fue trasladado a la Cartuja de Miraflores, en Burgos, España, donde fue procurador, con facultad extraordinaria de predicar al pueblo en una capilla adyacente y de encargarse de la restauración de la Cartuja de Jerez de la Frontera.
A finales de la década de los cuarenta el padre Rodríguez regresó definitivamente a Costa Rica y volvió a involucrarse en el programa de ejercicios espirituales para obreros y mujeres católicas. Fundó la Liga Espiritual de Profesionales Católicos y emprendió la construcción de la Casa de Ejercicios Espirituales en San Francisco de Goicoechea, cuya primera piedra había colocado y bendecido Mons. Sanabria en 1951.  Fue también profesor de filosofía en la Universidad de Costa Rica y director de Radio Emaús, emisora que transmitía actos piadosos, catequesis y programas culturales desde San Isidro de Coronado.  El Papa Pío XII, al cumplirse el quinto Aniversario de Radio Emaús, le concedió una bendición apostólica.  El padre Rodríguez fue también capellán de la Penitenciaría Central de San José, donde visitaba a los reos y comía con ellos sus propios alimentos.
Rodríguez participó activamente an la organización del segundo Congreso Eucarístico de 1955. Ese mismo año, el papa Pío XII lo designó Prelado Doméstico, con rango de Monseñor, cuyos ornamentos le fueron investidos en el Templo de Nuestra Señora del Carmen, en San José.

## Arzobispado
El 6 de mayo de 1960, tras la muerte inesperada del Arzobispo Rubén Odio Herrera, la Santa Sede anunció la designación de Mons. Rodríguez como el cuarto arzobispo de San José.  Fue consagrado obispo el 25 de mayo de 1960 en la Catedral metropolitana de San José, de manos del nuncio Gennaro Verolino.  El día 29 del mismo mes tomó posesión de la arquidiócesis, escogiendo como su lema episcopal Amor y Cruz.
El Arzobispo Rodríguez asistió a las cuatro sesiones del Concilio Vaticano II (entre el 11 de octubre de 1962 y el 8 de diciembre de 1965) que fueron presididas, la primera por el Papa Juan XXIII quien falleció el 3 de junio de 1963 sin haber concluido los trabajos, y las siguientes por el Papa Pablo VI (1963-1978).  En 1978, cuando fue elegido papa Juan Pablo I, Mons. Rodríguez expresó su agrado ante tal designación, por cuanto el nuevo papa había sido compañero suyo en su época de estudiante en Roma y mantenían una buena amistad. Sin embargo, el papado de Juan Pablo I sería uno de los más breves en la historia de la Iglesia Católica.
Entre las iniciativas como arzobispo de Mons. Rodríguez destacan la Unión Misional del Clero, el Consejo de Vigilancia de la Predicación, la Comisión Nacional de Liturgia, el Movimiento de Juventudes Cristianas, la Obra Arquidiocesana de Seminarios y Vocaciones Sacerdotales, el Instituto Pedagógico de Religión y Catequesis, la Sociedad de San Vicente de Paul, la Escuela Social Juan XXIII y el fortalecimiento de Radio Fides. Además, durante su arzobispado fue creada la Clínica Católica como un hospital privado patrocinado por la iglesia.

### Controversias
La labor episcopal de Mons. Rodríguez ha sido objeto de críticas diversas.  Su sucesor, Mons. Román Arrieta Villalobos, declaró en una entrevista en 1999 que "la escogencia de monseñor Rodríguez para arzobispo no fue un acierto. Dios lo había llamado a la vida retirada."  Su relación con los otros obispos costarricenses, con el Cabildo Metropolitano y con el clero de su arquidiócesis fue muchas veces conflictiva. A pesar de ser el arzobispo metropolitano de la provincia eclesiástica de Costa Rica, a partir de 1970 no fue elegido presidente de la Conferencia Episcopal de Costa Rica.
En 1973 el arzobispo intentó infructuosamente impedir que el Hospital San Juan de Dios y el Hospital Psiquiátrico Chapuí pasaran a ser administrados por la Caja Costarricense del Seguro Social.  Este tipo de acciones, y las expresiones de su fuerte anticomunismo, llevaron al exsacerdote Javier Solís a declarar que Mons. Rodríguez carecía de interés por la problemática social y que había traicionado el legado reformista de Mons. Sanabria.  También fue cuestionada la costosa reconstrucción que llevó a cabo tanto del viejo palacio episcopal de Mons. Thiel como del nuevo palacio arzobispal de Mons. Castro y especialmente la excavación de un túnel bajo la vía pública entre ambos espacios, durante cuya obra murió accidentalmente un motociclista.  Su actitud autocrática en la administración de la arquidiócesis y su insistencia en apartar de sus parroquias a sacerdotes a quienes sospechaba de actitudes sociales próximas al comunismo le valieron una acusación formal ante la Santa Sede de la que finalmente saldría absuelto.
También se acusó a Mons. Rodríguez de demostrar, en su vida personal, una actitud aristocratizante poco consecuente con la tradición del clero costarricense.  Fue dueño del Castillo del Moro, una lujosa edificación de estilo morisco ubicada en el Barrio Amón de San José, así como del castillo Emmaus en San Isidro de Coronado.  Además, hizo construir el castillo Torre Luz, en Colima de Tibás.  Tras la muerte de Mons. Rodríguez, la propiedad de esos inmuebles fue objeto de prolongados litigios entre sus familiares y la Iglesia católica de Costa Rica.  Según el historiador Ricardo Blanco Segura, "aunque siempre se le guardó el respeto debido a su investidura, Mons. Rodríguez fue visto por sus diocesanos con fría indiferencia."
Por otro lado, el escritor José León Sánchez, quien fue condenado en 1950 por el robo del tesoro de la Basílica de Los Ángeles en Cartago y el asesinato de un vigilante, en un proceso que sería eventualmente anulado por la Corte Suprema de Justicia, ha recordado con agradecimiento el apoyo que recibió de Rodríguez Quirós, siendo este primero capellán de la Penitenciaría Central y luego arzobispo.  Hacia el final de su arzobispado, Mons. Rodríguez obsequió sus joyas personales al tesoro de la Basílica de Los Ángeles y logró conseguir, mediante negociaciones con su primo el presidente Daniel Oduber Quirós, que una partida específica fuese destinada a la restauración y remodelación de la Basílica de los Ángeles.

### Retiro y fallecimiento
La Santa Sede relevó a Mons. Rodríguez de sus responsabilidades el 20 de marzo de 1978 al nombrar al obispo de Alajuela, Mons. Enrique Bolaños, como administrador apostólico sede plena de la Arquidiócesis de San José.  Ese paso se tomó sin consultar a Mons. Rodríguez, alegando que el arzobispo había sufrido de varios derrames cerebrales y que sus viejos padecimientos auditivos se habían agudizado.
El 22 de mayo de 1979 el papa Juan Pablo II dispensó definitivamente a Mons. Rodríguez de sus obligaciones, dejando vacante el arzobispado de San José.  Poco después Mons. Arrieta, hasta entonces obispo de Tilarán, fue nombrado como su sucesor.  Con el título de "antiguo arzobispo," Mons. Rodríguez vivió casi recluido en el Castillo del Moro, en Barrio Amón, bajo control estricto del nuevo Arzobispo de San José.  Falleció el 23 de julio de 1986 y fue sepultado en el presbiterio sur de la Catedral Metropolitana.